# Cadalso (kommun)
Cadalso är en kommun i Spanien.   Den ligger i provinsen Provincia de Cáceres och regionen Extremadura, i den centrala delen av landet, 240 km väster om huvudstaden Madrid. Antalet invånare är 484. Arean är 7,0 kvadratkilometer.
Terrängen i Cadalso är platt söderut, men norrut är den kuperad.